# 宋衜
宋衜（？—1286年），字弘道，潞州长子县（今山西省长子县）人，元朝政治人物。金朝兵部员外郎宋元吉的孙子。
十七岁时，宋衜避地居襄阳，后北居河内十五年。蒙哥汗时，赵璧为河南经略使，被赵璧礼聘为部属。元世祖中统三年（1262年），任翰林修撰。赵璧行元帅府事，咨以军事。后从赵璧平李璮之乱。至元六年（1269年）奉命与头辇哥率兵出征高丽，迁移江华岛居民到平壤。任河南路总管府判官。至元十三年（1276年），入为太常少卿。命侍讲太子经幄。至元十八年（1281年），为秘书监。至元二十年（1283年）为太子宾客。著于《秬山集》行世。